# Мария Фридерика Вильгельмина Гессен-Кассельская
Мария Фридерика Вильгельмина Гессен-Кассельская (нем. Marie Friederike Wilhelmine Christine von Hessen-Kassel; 6 сентября 1804, Кассель, Гессен — 1 января 1888, Майнинген) — принцесса Гессен-Кассельская, дочь курфюрста Гессена Вильгельма II и прусской принцессы Августы, супруга герцога Саксен-Мейнингена Бернгарда II. Двоюродная сестра императрицы Александры Фёдоровны, супруги российского императора Николая I.

## Биография
Мария Фридерика родилась 6 сентября 1804 года в Касселе. Она была пятым ребёнком и третьей дочерью в семье принца Гессенского Вильгельма и его первой супруги Августы Прусской. Девочка имела старшую сестру Каролину и брата Фридриха Вильгельма. Другие дети умерли до её рождения.
В ходе немецкой медиатизации 1803 года ландграфство Гессен-Кассель стало курфюршеством Гессен. Правил им дед Марии Фридерики — Вильгельм I, продолжая придерживаться позиций княжеского абсолютизма.
В 1806 году Гессен был занят французскими войсками, и княжеская семья выехала за его пределы. Свобода от французов была возвращена только в 1813 году.
В 1815 году брак родителей Марии Фридерики распался. Вильгельм, находясь в изгнании, завел любовницу Эмилию Ортлёпп, которая, к моменту развода, родила ему уже двоих детей, и была представлена двору.
Мать принцессы поселилась во дворце Шёнфельд вблизи Касселя.
В 1821 году отец Марии Фридерики стал правящим курфюрстом Гессена.
В 1822 году Мария Фридерика, по инициативе подруги матери, Шарлотты Авроры где Геер, рассматривалась как одна из возможных невест для кронпринца Швеции Оскара.
В возрасте 20 лет Мария Фридерика вышла замуж за 24-летнего герцога Саксен-Мейнингена Бернгарда II. О помолвке объявили 17 декабря 1824 года. Свадьба состоялась 23 марта 1825 года в Касселе. У супругов родилось двое детейː
- Георг (2 апреля 1826 — 25 июня 1914) — следующий герцог Саксен-Мейнингена в 1866—1914 годах, был трижды женат, имел семерых детей;
- Августа (6 августа 1843 — 11 ноября 1919) — жена принца Морица Саксен-Альтенбургского, имела пятерых детей.

Летней резиденцией семьи служил замок Альтенштайн вблизи Айзенаха в Тюрингии.
Бернгард был хорошим семьянином, отзывчивым человеком и отцом. По результатам Австро-прусской войны он был вынужден в 1866 году отречься от трона в пользу сына. Остаток жизни провел как частное лицо. Их брак с Марией Фридерикой длился 57 лет до самой смерти Бернгарда в декабре 1882 года.
Мария Фредерика скончалась 1 января 1888 года. Похоронена на парковом кладбище города Майнинген рядом с мужем.